# Shaun Benson
Shaun Benson (Guelph, 16 gennaio 1976) è un attore canadese.

## Biografia
Benson è nato a Guelph, Ontario. È il figlio di Eugene Benson, un professore inglese e prolifico romanziere, sceneggiatore e librettista. Si è laureato all'University of Western Ontario con un dottorato di scienza in chimica e biochimica, prima di studiare recitazione al George Brown College Theater School a Toronto.

## Carriera di attore
I suoi primi ruoli come attore hanno compreso le produzioni teatrali di Singapore di John Palmer, Waiting for Lewis di Fabrizio Filippo, Pene d'amor perdute di William Shakespeare e Steel Kiss di Robin Fulford. Nel 2000 è apparso in uno spot canadese Molson come un impiegato di un ufficio canadese che scatena un torrente di violenza stile hockey su un collega americano insultandolo con gli stereotipi canadesi.
Nel 2001, è stato lanciato in un ruolo principale nella serie televisiva The Associates.
Nel 2002, a seguito della cancellazione de The Associates è stato inserito nel cast di Just Cause. Benson ha recitato il ruolo del Dr. Steven Lars Webber nella soap opera General Hospital dal 2004 al 2005.
Nel 2012 è apparso nel film documentario Flight of the Butterflies e nella commedia francese Populaire. Le sue ultime apparizioni sono per le serie televisive Cold Case, The Unit, Tornado Valley, Being Erica ed il film per la televisione Kept Woman.

## Filmografia

### Cinema
- K-19 (K-19: The Widowmaker), regia di Kathryn Bigelow (2002)
- The Metrosexual, regia di Adam Kaufman (2007)
- Tutti pazzi per Rose (Populaire), regia di Régis Roinsard (2012)
- The Beautiful Risk, regia di Mark Penney (2013)
- Home Sweet Home, regia di David Morlet (2013)
- Barn Wedding, regia di Shaun Benson (2015)
- Interlude City of a Dead Woman, regia di Angela Ismailos (2015)
- Unearthing, regia di Jon Deitcher (2015)
- ARQ, regia di Tony Elliott (2016)
- Il volto della verità (Edge of Winter), regia di Rob Connolly (2016)
- Trench 11, regia di Leo Scherman (2017)
- Sei ancora qui - I Still See You (I Still See You), regia di Scott Speer (2018)
- Togo - Una grande amicizia (Togo), regia di Ericson Core (2019)
- Fatman, regia di Eshom Nelms e Ian Nelms (2020)

### Televisione
- Cold Case - Delitti irrisolti (Cold Case) - serie TV, episodio 4x11 (2006)
- Tornado Valley, regia di Andrew C. Erin – film TV (2009)
- Stay with Me, regia di Tim Southam – film TV (2011)
- OutsideIN, regia di Laura Nordin – film TV (2013)
- Kept Woman - Rapita (Kept Woman), regia di Michel Poulette – film TV (2015)
- Channel Zero – serie TV, 6 episodi (2016)
- The Boys – serie TV (2019-in corso)
- Tiny Pretty Things – serie TV, 10 episodi (2020)
- Slasher – serie TV (2023)

## Doppiatori italiani
Nelle versioni in italiano delle opere in cui ha recitato, Shaun Benson è stato doppiato da:
- Fabrizio Vidale in Cold Case - Delitti irrisolti
- Riccardo Rossi in Tutti pazzi per Rose
- Carlo Scipioni in ARQ
- Francesco Pezzulli in The Boys
- Enrico Di Troia in Togo - Una grande amicizia
- Franco Mannella in Mayans M.C.